# Funeral Oration
I Funeral Oration sono stati una band hardcore/pop punk olandese formatasi nel 1982 ad Amsterdam dalla precedente band del cantante Peter Zirschky, i Last Warning.

## Componenti
- Peter Zirschky - voce
- Hayo Buunk - chitarra
- William Steinhauser - basso
- Ferry Fidom - batteria
- Erik Jansen - batteria

## Discografia

### Album di studio
- 1985 - Communion (Diehard Records)
- 1987 - Funeral Oration (Swaddle Records)
- 1993 - Say No To Life (WRF Records)
- 1994 - Punk Rock Nation (WRF Records)
- 1995 - Funeral Oration (Hopeless Records)
- 1997 - Believer (Hopeless Records)
- 1998 - Survival (Hopeless)

### EP
- 1984 - Shadowland, autoprodotto
- 1986 - Survival, (Remedy Records)
- 1989 - The More We Know, (Loony Tunes)
- 1995 - What Is It?, (Hopeless)

### Raccolte
- 1997 - Communion/Shadowland, (Nasty Vinyl)
- 1999 - Discography 1983-1998 (2 Disc), (Hopeless)

### Split
- 1985 - Funeral Oration/Gepopel split tape, (BCT Records)

### Demo
- 1983 - There Is Nothing Left to Laugh About
- 1984 - Funeral Oration II: The Godsend

## Apparizioni in compilation
- 1996 - Chicago Versus Amsterdam
- 1996 - Hopelessly Devoted to You
- 1996 - Pogo Strut Slam Swivel & Mosh
- 1996 - Punk Uprisings, Vol. 1
- 1999 - Take Action! A Punk Rock Sampler Benefitting the Foun
- 2000 - Hopelessly Devoted to You, Vol. 3